# إريك هوزر
إريك هوزر (بالألمانية: Erich Hauser)‏ هو نحات ألماني، ولد في 15 ديسمبر 1930 في Rietheim-Weilheim ‏ في ألمانيا، وتوفي في 28 مارس 2004 في روتفايل في ألمانيا.

## وصلات خارجية
- إريك هوزر على موقع مونزينجر (الألمانية)